# Alfred Dunet
 (mars 2013).
Si vous disposez d'ouvrages ou d'articles de référence ou si vous connaissez des sites web de qualité traitant du thème abordé ici, merci de compléter l'article en donnant les références utiles à sa vérifiabilité et en les liant à la section « Notes et références ».
Alfred Dunet est un peintre français, de l'École de Rouen. Né le 14 septembre 1889 à Rouen, il est mort à Issé (Loire-Atlantique) le 7 octobre 1939.

## Biographie
En 1894, il est atteint d'une coxalgie qui entraîne une importante infirmité. Dès l'âge de douze ans, il fréquente l’École des Beaux-Arts de Rouen avec comme professeur Philippe Zacharie (1849-1915). Pourtant, en 1907, Alfred Dunet entre comme dessinateur chez un industriel en indiennes, M. Carliez, dont l'usine se situe à Déville-lès-Rouen. Toujours élève de l’École, il a pour camarades Michel Frechon (1892-1974), Jean Thieulin (1894-1960) et Léonard Bordes (1898-1969). Lors de la session 1914-1915, il remporte plusieurs prix.
Il expose quelques toiles en 1918 à la galerie Legrip, célèbre marchand défenseur des artistes rouennais. L’année suivante, il se marie avec Eugénie Lefebvre. En 1920, il participe au Salon de la Société des artistes rouennais, créée quelques années plus tôt par les peintres Paul Mascart (1874-1958) et Marcel Delaunay (1876-1959). Apprécié par la critique locale, Dunet se voit acheter par le musée des beaux-arts de Rouen deux toiles : un nu et un autoportrait. En 1922, il expose à Paris à la galerie Druet entouré notamment d’œuvres de Kees van Dongen (1877-1968), de Paul-Elie Gernez (1888-1948) et de Paul Deltombe (1878-1971). La même année, la galerie Déco à Rouen présente sa première exposition particulière comprenant 30 toiles, dont des natures mortes, genre dans lequel Dunet excelle parmi les peintres de l’École de Rouen.
À partir de cette date, il part pour Paris, comme l’ont fait auparavant Pierre Dumont (1884-1936) et Pierre Hodé (1889-1942). Il s’installe au 5 rue Norvins, près du Sacré-Cœur et de la place du Tertre, lieux que Dunet représente dans de nombreuses œuvres. L'artiste expose à Paris, entre 1921 et 1928, au Salon d'Automne et à celui des Indépendants. Atteint d’une maladie en 1926, le repos forcé l’oblige à revenir à Rouen où il participe au Salon des artistes rouennais. Rétabli, il regagne son domicile à Paris tout en continuant les années suivantes à exposer à Rouen.
En 1938, il prend part au 28e Salon des artistes rouennais qui consacre une rétrospective à l’œuvre de Pierre Dumont. L’année suivante voit le dernier envoi de Dunet à ce même Salon.
La peinture d’Alfred Dunet, soucieuse de géométrie, est empreinte d’une poésie mélancolique, voire d’une « inquiétante étrangeté » qui n’est pas sans rappeler celle des peintres allemands de la Nouvelle Objectivité.
Une rue porte son nom au Mesnil-Esnard, près de Rouen.

## Expositions

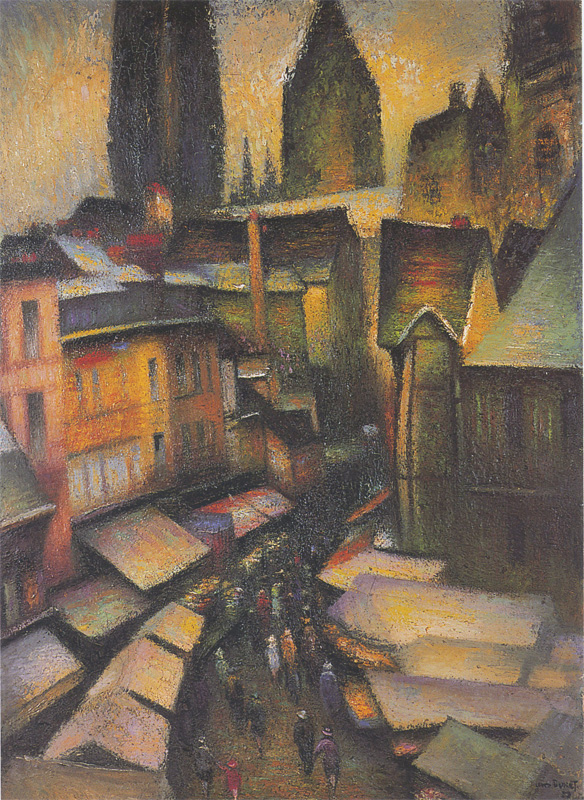
La Rue de l'Épicerie, Rouen, 1932.

- 24e exposition de la Société des artistes rouennais, 1933
- Alfred Dunet et Marcel Niquet, Maison du dessin, Rouen, juin 1934.
- Galerie Alain Letailleur, Paris, 1992 (14 œuvres) ;
- Galerie Tradition et Modernité, Rouen, 2013 (près de 30 œuvres).